# Andrei Borissowitsch Skopinzew
Andrei Borissowitsch Skopinzew (russisch Андрей Борисович Скопинцев; * 28. September 1971 in Moskau, Russische SFSR) ist ein ehemaliger russischer Eishockeyspieler. Seit 2019 ist er erneut Assistenztrainer beim HK Dynamo Moskau.

## Karriere
Andrei Skopinzew begann seine Karriere 1989 bei Krylja Sowetow Moskau, ehe er 1995 zu den Augsburger Panther wechselte, wo er für eine Spielzeit blieb. Beim NHL Entry Draft 1997 wählten die Tampa Bay Lightning ihn in der siebten Runde an der 153. Stelle aus. 1998 bis 2001 absolvierte Skopinzew 40 Spiele bei den Tampa Bay Lightning und den Atlanta Thrashers in der National Hockey League. 2001 kehrte der Verteidiger nach Russland zum HK Dynamo Moskau zurück. Seine nächsten Stationen ab 2006 waren Witjas Tschechow, HK Sibir Nowosibirsk und HK MWD Balaschicha. Zum Ende der Saison 2011/12 beendete Skopinzew seine aktive Karriere.
Seit 2013 arbeitet Skopinzew als Trainer in der Organisation von Dynamo Moskau, unter anderem beim HK Dynamo Balaschicha und bei den Juniorenteam HK MWD Balaschicha.

## Erfolge und Auszeichnungen
- 1997 European-Hockey-League-Sieger mit TPS Turku
- 2005 Russischer Meister mit dem HK Dynamo Moskau
- 2006 IIHF-European-Champions-Cup-Sieger mit dem HK Dynamo Moskau

## Statistik
(Stand: Ende der Saison 2010/11)